# آلنا کوتس
آلنا کوتس (انگلیسی: Alaina Coates؛ زادهٔ ۷ آوریل ۱۹۹۵) بازیکن بسکتبال اهل ایالات متحده آمریکا است.